# Dimeromyces africanus
Dimeromyces africanus är en svampart som beskrevs av Thaxt. 1896. Dimeromyces africanus ingår i släktet Dimeromyces och familjen Laboulbeniaceae.   Inga underarter finns listade i Catalogue of Life.